# Eunapius potamolepis
Eunapius potamolepis är en svampdjursart som först beskrevs av Annandale 1918.  Eunapius potamolepis ingår i släktet Eunapius och familjen Spongillidae. Inga underarter finns listade i Catalogue of Life.